# Железнодорожный переулок (Санкт-Петербург)
Железнодоро́жный переулок — переулок в Выборгском районе Санкт-Петербурга. Проходит от проспекта Энгельса до Зеленогорской улицы.

## История
Первоначальное название Графская улица известно с 1887 года, происходит от титула землевладельцев графов Ланских. С конца 1910-х годов — Графский переулок.
6 октября 1923 года переименован в Железнодорожный переулок, по Железнодорожной улице (ныне Зеленогорская улица).